# هوبرت اوربانسکی
هوبرت کیریو اوربانسکی (لهستانی: Hubert Kirił Urbański؛ زادهٔ ۲۳ مارس ۱۹۶۶) بازیگر و روزنامه‌نگار بلغاری‌تبار اهل لهستان است. وی دانش‌ـآموختهٔ دانشگاه ورشو و آکادمی ملی هنرهای نمایشی الکساندر زلوروویچ در ورشو است.
از فیلم‌ها یا مجموعه‌های تلویزیونی که وی در آن‌ها نقش داشته‌است، می‌توان به فرصت دوباره، در خیابان سپولنی، در خوشی و سختی، عشق اول، پدر متیو، دوران افتخار، وینچی و فرصت دوباره اشاره نمود.